# Lanterne (affluent de l'Ognon)
Pour les articles homonymes, voir Lanterne (rivière).
La Lanterne ou la Lanterne de Chaucenne est un ruisseau qui coule dans le département du Doubs. C'est un affluent de l'Ognon en rive gauche, donc un sous-affluent du Rhône par la Saône.

## Géographie
De 12,4 km de longueur, la Lanterne prend sa source sur la commune de Pouilley-les-Vignes à 243 m d'altitude et s’écoule en direction du nord-ouest. Juste avant de sortir de la commune, il est rejoint par le ruisseau du Bief d’Ormes en rive gauche puis, au niveau de Pelousey, par le ruisseau de la Noue en rive droite. Il se jette dans l'Ognon à la limite entre la commune d’Emagny et celle de Chevigney-sur-l’Ognon.

### Communes traversées
La lanterne traverse six communes situées dans le département du Doubs : Pouilley-les-Vignes, Pelousey, Chaucenne, Moncley, Chevigney-sur-l'Ognon et Emagny.

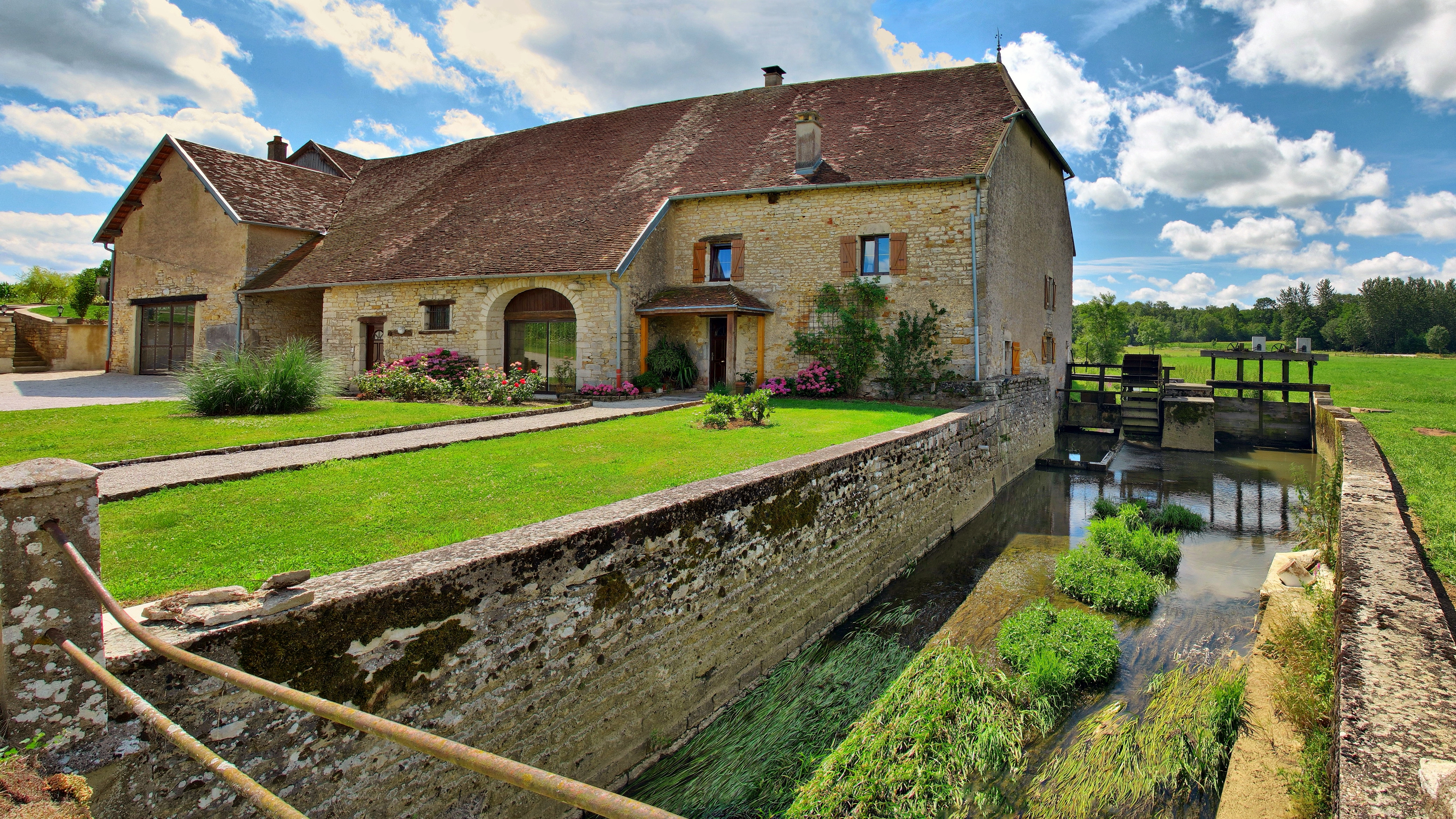
La Lanterne à Chaucenne au moulin de Jéricho.

### Bassin versant
La Lanterne traverse deux zones hydrographiques « L'Ognon de la Lanterne de Chaucenne incluse au ruisseau de la Vèze » (U107), et « L'Ognon du ruisseau de la Baume à la Lanterne de Chaucenne » (U106),.

## Affluents
La Lanterne de Chaucenne a deux affluents référencés dans la base SANDRE :
- le ruisseau du Bief d’Ormes (rg[note 2]), 4 km[2].
- le ruisseau de la Noue (rd), 3 km[3].

### Rang de Strahler
Le rang de Strahler de la Lanterne est donc de deux.

## Hydrologie
La Lanterne présente des fluctuations saisonnières de débit assez marquées. Son régime hydrologique est dit pluvial.